# Frankie J. Galasso
Frankie J. Galasso, född 24 januari 1985 i Bronx, New York är en amerikansk skådespelare och musiker i musikgruppen Dream street.

## Filmografi (filmer som haft svensk premiär)[2]
- 1997 - Djungel till djungel - Andrew Kempster